# イギリス憲政論
『イギリス憲政論』（The English Constitution）は、ウォルター・バジョットの著作。1865年5月15日から1867年1月1日まで『The Fortnightly Review』で最初に連載され、後の1867年に書籍として出版された。
現在、複数の言語に翻訳されている。日本においては『英国憲法之真相』『英国の国家構造』の題訳もある。
英米政府の対比によって、イギリス憲法、特に議会と君主制の機能を探っている。今日ではバジョットの論は時代遅れのものとなっているが、君主制に関するバジョットの洞察は、立憲君主制の原則を理解する上で中心的なものと見なされている。

## 日本語訳
- 『英国憲法之真相. 第1巻 バジョット』 - 国立国会図書館デジタルコレクション- 竹越与三郎、岡本彦八郎共訳（岡本英三郎、明治20年)
- 『英国の国家構造』 深瀬基寛訳、清水弘文堂書房、新版1967年
- 『イギリス憲政論』 小松春雄訳、中央公論社「世界の名著 60 バジョット/ラスキ/マッキーヴァー」 1970年／中央公論新社〈中公クラシックス〉、2011年（改訂版、水谷三公新版解説）
- 『イギリス国制論』 遠山隆淑訳、岩波文庫（上下）、2023年